# Johann Christoph Coht
Johann Christoph Coht (* 14. April 1760; † 25. Juli 1821 in Lübeck) war ein deutscher Kaufmann und Ratsherr der Hansestadt Lübeck.

## Leben
Coht war Sohn des Berend Hinrich Coht, Kaufmann und Gerichtsvogt in Windau. Als Ältester der Lübecker Bergenfahrer wurde er 1802 in den Lübecker Rat gewählt. Mehrfach begleitete er als Ratsherr Christian Adolph Overbeck und Johann Friedrich Hach auf Gesandtschaften der Stadt. In der Lübecker Franzosenzeit wurde er Lübecker Munizipalrats. Als 1812 durch kaiserliches Dekret Napoleons eine Handelskammer eingeführt wurde, wurde Coht zu deren Präsident bestimmt. 1813 trat er in den Rat wieder ein. Sein Lübecker Vermögen wurde von den Franzosen eingezogen, weil er sich in Dresden aufhielt. Verschont wurde sein Haus Königstraße 5 samt Mobiliar, weil es zu dieser Zeit durch den französischen Kommandanten St. Bias als Wohnung genutzt wurde. Coht war im Senat an der Wette, am Obergericht, im Finanzdepartement, im Forstdepartement und in der Commerzdeputation tätig.
Er war in erster Ehe verheiratet mit Johanna Catharina Krück und in zweiter Ehe mit einer Tochter des Lübecker Bürgermeisters Gabriel Christian Lembke.
Sein Nachlass befindet sich im Archiv der Hansestadt Lübeck.